# 保罗·伯彻
保罗·伯彻（英語：Paul Bircher，1928年12月11日—2019年10月6日），英国前男子赛艇运动员。他曾代表英国参加1948年夏季奥林匹克运动会赛艇比赛，获得男子八人单桨有舵手银牌。